# Novozelandski engleski
Novozelandski engleski (NZE) je dijalekat engleskog jezika govori i piše većina novozelanđana koji govore engleski. Njegov jezički kod u ISO i Internet standardima je en-NZ. Engleski je maternji jezik većine stanovništva.
Engleski jezik su na Novom Zelandu uspostavili kolonisti tokom 19. veka. To je jedna od „najnovih varijanti engleskog jezika sa postojećim izvornim govornicima, varijanta koja se razvila i postala prepoznatljiva tek u poslednjih 150 godina“. Varijante engleskog koje su imale najveći uticaj na razvoj novozelandskog engleskog su australijski engleski i engleski iz južne Engleske, sa manjim uticajem američkog engleskog, hiberno-engleskog, škotskog engleskog i britanskog prestižnog akcenta (RP). Važan izvor rečnika je maorski jezik starosedelačkog naroda Novog Zelanda, čiji doprinos izdvaja novozelandski engleski od drugih varijanti.
Nerotični novozelandski engleski je najsličniji australskom engleskom u izgovoru, sa nekim ključnim razlikama. Uočljiva razlika je realizacija  (samoglasnik [[lexical set|the KIT): na novozelandskom engleskom ovo se izgovara kao šva.

## Literatura
- Bartlett, Christopher (1992), „Regional variation in New Zealand English: the case of Southland”, New Zealand English Newsletter, 6: 5—15
- Bauer, Laurie; Warren, Paul; Bardsley, Dianne; Kennedy, Marianna; Major, George (2007), „New Zealand English”, Journal of the International Phonetic Association, 37 (1): 97—102, doi:10.1017/S0025100306002830
- Cryer, Max (2002). Curious Kiwi Words. Auckland: HarperCollins Publishers (NZ) Ltd.
- Crystal, David (2003), The Cambridge encyclopedia of the English language (2nd изд.), Cambridge University Press
- Deverson, Tony, and Graeme Kennedy (eds.) (2005). The New Zealand Oxford Dictionary. Oxford University Press.
- Gordon, Elizabeth; Maclagan, Margaret (2004), „Regional and social differences in New Zealand: phonology”,  Ур.: Schneider, Edgar W.; Burridge, Kate; Kortmann, Bernd; Mesthrie, Rajend; Upton, Clive, A handbook of varieties of English, 1: Phonology, Mouton de Gruyter, стр. 603—613, ISBN 3-11-017532-0
- Grant, L.E., and Devlin, G.A. (eds.) (1999). In other words: A dictionary of expressions used in New Zealand. Palmerston North: Dunmore Press.
- Leland, Louis S., jr. (1980). A personal Kiwi-Yankee dictionary. Dunedin: John McIndoe Ltd.
- Orsman H.W., (ed.) (1997). The Dictionary of New Zealand English: a dictionary of New Zealandisms on historical principles. Auckland: Oxford University Press.  978-0-19-558380-9.
- Orsman H.W., (ed.) (1979). Heinemann New Zealand dictionary. Auckland: Heinemann Educational Books (NZ) Ltd.
- Trudgill, Peter; Hannah, Jean (2002), International English: A Guide to the Varieties of Standard English (4th изд.), London: Arnold
- Hay, Jennifer; Maclagan, Margaret; Gordon, Elizabeth (2008). New Zealand English. Dialects of English. Edinburgh University Press. ISBN 978-0-7486-2529-1.

## Spoljašnje veeze
- New Zealand Slang
- Origins of New Zealand English
- The Origins of New Zealand English Project Архивирано на веб-сајту  (24. новембар 2023) at the University of Canterbury
- New Zealand Dictionary Centre
  - New Zealand English in the 21st century
- Kiwi Words & Phrases
- New Zild – The Story of New Zealand English
- English, Maori, and Maori English in New Zealand
- The New Zealand Oxford Dictionary
- The Ultimate Traveller's Guide To New Zealand Slang